# Admete
Admete o Admeta (in greco antico: Ἀδμήτη?, Admétē) era nella mitologia greca una Oceanina, figlia del titano Oceano e della titanide Teti.
Viene citata da Esiodo nella sua Teogonia, al verso 349.

## Altri nomi
Un'altra Admete citata da Pseudo-Apollodoro, era la figlia di Euristeo.
Entrambe per altri autori (quali Igino nelle sue favole) vengono invece denominate Admeta